# Helga Brandt
Helga Brandt é uma personagem do filme Com 007 Só Se Vive Duas Vezes, de 1967, quinto filme da franquia cinematográfica do espião britânico James Bond. A personagem, que não existe no livro original de Ian Fleming, foi interpretada pela atriz alemã Karin Dor.

## Características
Brandt (cujo nome nunca é mencionado no filme) é uma integrante da SPECTRE, a organização terrorista internacional comandada por Ernst Stavro Blofeld e assistente de Mr. Osato, dono das empresas Osato, também integrante da organização e seu superior nela. Ruiva e voluptuosa, ela tem o nº11 na hierarquia da SPECTRE e é uma especialista em tortura que usa intrumentos de cirurgia plástica para isso.

## No filme
Brandt encontra-se a primeira vez com Bond quando ele vai à sede das empresas de Osato. Ela e o industrial-terrorista chegam ao escritório no topo do edifício de helicóptero. Após serem apresentados, Helga lhe oferece uma taça de champagne, polidamente recusada pelo espião. Quando Bond se retira, Osato lhe ordena que mate o 'Mr.Fisher', nome de cobertura com o qual ele está se  passando por um industrial interessado em negociar com Osato. Mais tarde, Bond cai numa armadilha nas docas do porto e é levado prisioneiro à presença de Brandt. Acreditando que poderá matá-lo quando quiser, Helga se deixa seduzir por Bond e faz amor com ele, pensando em faze-lo passar para seu lado.
Durante o interrogatório, Bond mente dizendo ser apenas um espião industrial, querendo descobrir os novos produtos criados pela empresa Osato, e oferece 150 mil dólares a Helga para que o ajude a voltar a Tóquio. No dia seguinte, entretanto, ainda tendo Bond como prisioneiro, quando o transporta num pequeno avião ela joga um bastão de magnésio no chão do aparelho, criando fumaça e fogo, e pula dele de pára-quedas, deixando 007 para morrer na queda. Bond, entretanto, consegue escapar mais uma vez, com um aterrissagem de emergência pouco antes do aparelho explodir no solo.
Mais tarde, Osato e Helga são chamados ao esconderijo secreto de Blofeld, na base dentro do vulcão, e o vilão os acusa de terem falhado em matar Bond. Em princípio colocando a culpa em Osato, Blofeld acaba irritado com as falhas de Brandt e a manda embora. Quando ela passa sobre a ponte que cruza o viveiro de piranhas do vilão para se retirar, ele aperta um botão que abre a ponte, e Helga cai no pequeno lago, ela tenta pedir ajuda para Osato, mas acaba sendo devorada viva pelas piranhas.